# Sherif Pachá
Mohamed Sherif Pachá (en árabe: محمد شريف باشا‎; Kavala, febrero de 1826-Graz, 20 de abril de 1887) fue un político egipcio de origen turco, que ocupó el cargo de primer ministro de Egipto en tres ocasiones. Su primer mandato fue entre el 7 de abril de 1879 y el 18 de agosto de 1879. Su segundo mandato se cumplió del 14 de septiembre de 1881 al 4 de febrero de 1882. Su último mandato fue entre el 21 de agosto de 1882 y el 7 de enero de 1884.

## Biografía
Oriundo de Kavala en el norte de Grecia, ocupó numerosos puestos administrativos bajo Mehmet Said e Ismail Pachá. Tenía más educación que la mayoría de sus contemporáneos, y se había casado con una hija del Coronel Sèves, el oficial francés no comisionado que se convirtió en Solimán bajá bajo Mehmet Alí.
Bajo Ismail Pachá fue ministro de asuntos exteriores. Su argumento favorito en contra de cualquier reforma fue apelar a las pirámides como una prueba inmutable de la solidez financiera y política de Egipto. Su optimismo fatal lo convirtió en el principal responsable del colapso del crédito egipcio que provocó la caída de Ismail.
Tras la insurrección militar de septiembre de 1881 bajo Ahmed Orabi, Sherif fue convocado por el jedive Tewfik Pachá para formar un nuevo gabinete ministerial. La imposibilidad de conciliar los requisitos financieros del partido nacional con las demandas de los controladores británicos y franceses de la deuda pública, lo obligó a renunciar en febrero de 1882.
Después de la represión de la Revuelta de Orabi, Tawfiq lo instaló nuevamente en el cargo de primer ministro (agosto de 1882), pero en enero de 1884 renunció en lugar de sancionar la evacuación del Sudán. Cuando Evelyn Baring instó a abandonar algunas de las partes más distantes de Sudán, respondió con un carácter alegre. La expedición de Hicks Pachá estaba en ese momento preparándose para marchar sobre El Obeid.
Fue nombrado caballero gran comendador de la Orden de la Estrella de la India.
Falleció en Graz (Austria-Hungría), el 20 de abril de 1887.